# Anouk Aimée
Anouk Aimée, del nom real Françoise Sorya Dreyfus, Nicole Françoise Florence Dreyfus o Nicole Dreyfus (París, 27 d'abril de 1932 - París, 18 de juny de 2024) va ser una actriu francesa, que va aparèixer en setanta pel·lícules des de 1947. Va ser candidata a l'Oscar a la millor actriu l'any 1967 pel film Un Homme et une Femme, de Claude Lelouch.Tot i que la majoria de les seves pel·lícules eren franceses, també va fer pel·lícules a Espanya, Gran Bretanya, Itàlia i Alemanya, juntament amb algunes produccions americanes.

## Biografia
Filla de la també actriu Geneviève Sorya, va començar la seva carrera en pel·lícules franceses a l'edat de catorze anys. Aviat va adoptar com a nom artístic Anouk, el del seu primer personatge, i Aimée, que li suggerí Prévert.
Entre les seves pel·lícules hi ha a La Dolce Vita, de Federico Fellini (1960), després de la qual va ser considerada una «estrella en ascens que va explotar» al món del cinema. Posteriorment va actuar a 8½, de Fellini (1963), Lola, de Jacques Demy (1961), Justine, de George Cukor (1969), Tragedy of a Ridiculous Man, de Bernardo Bertolucci (1981), i Prêt à Porter, de Robert Altman (1994).
Va guanyar el Globus d'Or a la millor actriu - Drama cinematogràfic i el premi BAFTA a la millor actriu i va ser nominada a l'Oscar a la millor actriu per la seva interpretació a Un homme et une femme (1966). La pel·lícula «pràcticament va tornar a encendre l'exuberant romanç a la pantalla en una època de modernisme escèptic» i li va portar fama internacional. D'aquest film, se n'han fet dues seqüeles: Un homme et une femme: vingt ans déjà (1985) i Les plus belles années d'une vie (2019).
Va guanyar el premi a la millor actriu al Festival de Canes per la pel·lícula de Marco Bellocchio Salto nel vuoto (1980). El 2002 va rebre un premi César honorífic, el premi nacional de cinema de França.
Aimée era coneguda per la seva bellesa, i sovint ha interpretat una dona fatal amb una aura malenconiosa. A la dècada de 1960, la revista Life va comentar: «després de cada imatge, la seva enigmàtica bellesa va perdurar» en els records del seu públic, i la va anomenar «la resident més bella de la Rive Gauche».
En 2003 va rebre l'Os d'Or d'Honor del Festival de Cinema de Berlín, que li va dedicar aquell any una retrospectiva de les seves pel·lícules. La seva última intervenció en el cinema va ser a Les plus belles années d'une vie, de Claude Lelouch, projectada fora de competició al Festival de Canes.
Va estar casada en quatre ocasions. El seu segon marit (1951-54) va ser el director cinematogràfic Nikos Papatakis. Entre 1970 i 1978 va estar casada amb l'actor britànic Albert Finney.

## Filmografia[12]
- 1946: La Maison sous la mer, de Henri Calef

- 1947: La Fleur de l'âge, de Marcel Carné
- 1949: Les Amants de Vérone, d'André Cayatte
- 1949: The Golden Salamander, de Ronald Neame
- 1951: Noche de tormenta, de Jaime de Maroya
- 1952: La Bergère et le ramoneur, de Paul Grimault
- 1952: Le Rideau cramoisi, d'Alexandre Astruc
- 1952: The Man Who Watched the Trains Go By, de Harold French
- 1954: Forever My Heart, de B. Knolles
- 1955: Les Mauvaises rencontres, d'Alexandre Astruc
- 1955: Ich suche dich, de O.W. Fischer
- 1955: Contraband Spain, de Lawrence Huntington
- 1956: Nina, de Rudolph Jugert
- 1956: Strese-Mann, d'Alfred Braun
- 1957: Tous peuvent me tuer, d'Henri Decoin
- 1957: Pot-Bouille, de Julien Duvivier
- 1957: Montparnasse 19, de Jacques Becker
- 1959: The Journey, d'Anatole Litvak
- 1959: La Tête contre les murs, de Georges Franju
- 1959: Lola, de Jacques Demy
- 1959: Les Dragueurs, de Jean-Pierre Mocky
- 1960: Quai Notre Dame, de Jacques Berthier
- 1960: La Dolce Vita, de Federico Fellini
- 1961: Le Jugement dernier, de Vittorio De Sica
- 1961: L'Imprevisto, d'Alberto Lattuada
- 1961: Sodoma i Gomorra, de Robert Aldrich i Sergio Leone
- 1961: Le Farceur, de Philippe de Broca
- 1962: Les Grands chemins, de Christian Marquand
- 1962: Il giorno più corto, de Sergio Corbucci
- 1962: Il terrorista, de Gianfranco De Bosio
- 1963: Le Coq du village, d'Alessandro Blasetti
- 1963: Il successo, de Dino Risi
- 1963: Otto e mezzo, de Federico Fellini
- 1964: La fuga, de Paolo Spinola
- 1964: Le voci bianche, de Pasquale Festa Campanile i Massimo Franciosa
- 1965: Lo scandalo, d'Anna Gobbi
- 1965: Le stagioni de nostro amore, de Florestano Vancini
- 1965: Il morbidone, de Massimo Franciosa
- 1966: Un homme et une femme, de Claude Lelouch
- 1967: Vivre pour vivre,
- 1968: Un soir, un train, d'André Delvaux
- 1968: Estudi de models, (Model Shop) de Jacques Demy
- 1968: The appointment, de Sidney Lumet
- 1969: Justine, de George Cukor
- 1976: Si c'était à refaire, de Claude Lelouch
- 1978: Mon premier amour, d'Elie Chouraqui
- 1980: Le Saut dans le vide, de Marco Bellocchio
- 1981: La Tragédie d'un homme ridicule, de Bernardo Bertolucci
- 1982: Qu'est-ce qui fait courir David?, d'Elie Chouraqui
- 1983: Le Général de l'armée morte, de Luciano Tovoli
- 1984: Success is the best revenge, de Jerzy Skolimowski
- 1984: Viva la vie!, de Claude Lelouch
- 1986: Un homme et une femme: vingt ans déjà, de Claude Lelouch
- 1987: Arrivederci e grazie, de Giorgio Capitani
- 1988: La Table tournante, de Paul Grimault i Jacques Demy
- 1988: Arriverderci, de Christine Citti
- 1993: Les Marmottes, d'Elie Chouraqui
- 1995: Les cent i una nits (Les Cent et une nuits), de Simon Cinéma d'Agnès Varda
- 1995: Prêt-à-Porter, de Robert Altman
- 1995: Dis-moi oui, d'Alexandre Arcady
- 1995: L'Univers, de Jacques Demy d'Agnès Varda
- 1996: Hommes, femmes, mode d'emploi, de Claude Lelouch
- 1997: Riches, belles, etc., de Bunny Schpoliansky
- 1999: Madeleine, de Laurent Bouhnik
- 1999: L.A. whitout a map, de Mika Kaurismäki
- 1999: Une pour toutes, de Claude Lelouch
- 2001: Festival in Cannes, de Henry Jaglom
- 2002: Napoléon, de Yves Simoneau
- 2003: La Petite prairie aux bouleaux, de Marceline Loridan-Ivens
- 2004: Ils se marièrent et eurent beaucoup d'enfants, d'Yvan Attal
- 2006: De particulier à particulier, de Brice Cauvin
- 2008: Celle que jaime, d'Élie Chouraqui
- 2009: Ces amours-là, de Claude Lelouche
- 2010. Tous les soleils, de Philippe Claudel
- 2011: Mince alors!, de Charlotte De Turckheim
- 2019: Les plus belles années d'une vie, de Claude Lelouche

## Premis i nominacions

### Premis
- 1967: Globus d'Or a la millor actriu dramàtica per Un homme et une femme
- 1968: BAFTA a la millor actriu estrangera per Un homme et une femme
- 1980: Premi a la interpretació femenina (Festival de Cannes) per Salto nel vuoto
- 2002: César honorífic
- 2003: Os d'Or honorífic

### Nominacions
- 1963: BAFTA a la millor actriu estrangera per La fuga
- 1967: Oscar a la millor actriu per Un homme et une femme
- 1979: César a la millor actriu per Mon premier amour